# Saint-Pierremont (Aisne)
Saint-Pierremont település Franciaországban, Aisne megyében. Lakosainak száma 40 fő (2022. január 1.). Saint-Pierremont Bosmont-sur-Serre, Ébouleau, Goudelancourt-lès-Pierrepont, Montigny-le-Franc, La Neuville-Bosmont és Tavaux-et-Pontséricourt községekkel határos.

## Népesség
A település népessége az elmúlt években az alábbi módon változott:
| Lakosok száma | 86   | 64   | 60   | 59   | 48   | 46   | 43   | 41   | 41   | 40   |
|               | 1968 | 1982 | 1990 | 2006 | 2013 | 2015 | 2017 | 2019 | 2020 | 2022 |